# Tobrilus vistula
Tobrilus vistula är en rundmaskart som beskrevs av Pieczynska 1960. Tobrilus vistula ingår i släktet Tobrilus och familjen Tripylidae. Inga underarter finns listade i Catalogue of Life.